# 경상남도보건환경연구원
경상남도보건환경연구원(慶尙南道保健環境硏究院)은 경상남도의 보건·식품위생·환경관리를 위하여 경상남도청 산하에 설치된 직속기관이다.
연구원장은 지방보건연구관이나 지방환경연구관으로 보하거나, 개방형 일반직 지방임기제공무원으로 보할 수 있다.

## 연혁
- 1945년 10월 1일: 경상남도위생시험소 설치
- 1975년 12월 15일: 경상남도보건연구소로 변경
- 1987년 12월 31일: 경상남도보건환경연구소로 변경
- 1991년 5월 28일: 경상남도보건환경연구원으로 변경
- 1994년 12월 31일: 사업소에서 직속기관으로 승격

## 조직
원장
- 총무과
- 보건연구과
- 환경연구과